# Кавингтон (Тенеси)
Кавингтон (енгл. Covington) град је у америчкој савезној држави Тенеси.

## Демографија
По попису из 2010. године број становника је 9.038, што је 575 (6,8%) становника више него 2000. године.
| Група             | 2000.         | 2010.         |
| Белци             | 4.330 (51,2%) | 4.157 (46,0%) |
| Афроамериканци    | 3.939 (46,5%) | 4.612 (51,0%) |
| Азијати           | 37 (0,4%)     | 28 (0,3%)     |
| Хиспаноамериканци | 67 (0,8%)     | 106 (1,2%)    |
| Укупно            | 8.463         | 9.038         |